# Vila Lângaro
Vila Lângaro is een gemeente in de Braziliaanse deelstaat Rio Grande do Sul. De gemeente telt 2.293 inwoners (schatting 2009).

## Aangrenzende gemeenten
De gemeente grenst aan Água Santa, Coxilha, Mato Castelhano, Sertão en Tapejara.